# Lambert II ze Spoleto
Lambert II ze Spoleto (ur. ok. 880, zm. 15 października 898) – książę Spoleto od 894, król Włoch od 891 (jako koregent ojca, po jego śmierci samodzielny władca), koronowany na cesarza rzymskiego przez papieża Formozusa 30 kwietnia 892 w Rawennie, za życia ojca. Lambertem II jest określany jako książę Spoleto, jako cesarz i król natomiast jedynie jako Lambert ze Spoleto.

## Życiorys
Lambert był synem Gwidona, króla Włoch i cesarza rzymskiego, który dla zapewnienia synowi sukcesji uczynił go współwładcą. Pod koniec życia ojca król wschodnich Franków – Arnulf wysunął swoje roszczenia do królestwa Włoch i korony cesarskiej. Był przy tym wspierany przez papieża Formozusa i obalonego przez Gwida poprzedniego króla Włoch Berengara z Friulu. W trakcie sporu w 894, zmarł ojciec Lamberta, a on sam został w pełni samodzielnym władcą i kontynuował walki z Arnulfem. W działaniach politycznych wspierała go jego matka. Razem zajęli Rzym i uwięzili spiskującemu przeciwko nim papieża. Druga wyprawa, wezwaniego przez papieża, Arnulfa do Włoch spowodowała zajęcie większości terytoriów Lamberta i zdobycie Rzymu w 896 roku. Uwolnił on papieża, który ogłosił detronizację Lamberta i koronował Albereta na cesarza w lutym 896. Jednak plan papieża, mający na celu likwidację władzy księstwa Spoleto nie mógł dojść do skutku, ponieważ Arnulf został sparaliżowany i musiał się wycofać do Niemiec, natomiast sam Formozus wkrótce potem zmarł.
Zdarzenia te pozwoliły Lambertowi odzyskać swoją pozycję. W 897 ponownie zajął Rzym. Doszło wówczas, jak się przypuszcza z rozkazu Lamberta, do osądu zmarłego papieża przez jego następcę Stefana VI (tzw. synod trupi). W 898 roku nasiliły się opór ze strony Berengara z Friulu oraz margrabiego Toskanii Adalberta II, którzy nie podporządkowali się nigdy Lambertowi. Cesarz zmarł podczas walk w niepotwierdzonych przez historyków okolicznościach. Został pochowany w Piacenzy.
Władzę w księstwie Spoleto przejął po nim, jego stryj – Gwido IV. We Włoszech władzę odzyskał Berengar z Friulu, jednak w kolejnych latach nadal toczył walkę o koronę, tym razem królem Prowansji Ludwikiem III Ślepym.